# بو تائو
بو تائو (انگلیسی: Bu Tao؛ زادهٔ ۱۵ ژانویه ۱۹۸۳) بازیکن بیسبال اهل چین بود. در بازی‌های المپیک تابستانی ۲۰۰۸ شرکت کرده‌است.